# Науз
На́уз (на́узд, от церк.-слав. наѫзъ — «амулет; колдовство») в славянском язычестве, а также, возможно, в анатолийских культах и в Галлии — нарочно изготовленный магический предмет (артефакт) в виде узла, завязанного определённым образом.
В Древней Руси их изготовление и применение были одним из известных способов колдовства (и апотропеического, в котором они служили как оберег или талисман, и вредоносного, ради порчи).

## Описание
Наузы делали обычно из кожаных ремешков (или из шерстяных нитей). Реже применяли нити из других материалов. Изготовлением наузов занимались особые умельцы — «наузники» и «наузницы». Для усиления обережного действия в науз могли вплетать различные предметы (камни, деревянные или металлические фигурки животных, птиц, рыб, изображения предметов оружия и домашнего обихода).
С распространением христианства в наузах начали употреблять ладан (который получил особенно важное значение, потому что возжигали в храмах), щепки от посечённых христианских крестов. Все подобные обереги стали называть «ладанками», даже если и не содержали, собственно, ладана. Употребление науза в качестве предохранительного талисмана против сглаза, порчи и влияния демонов связано с убеждением, что оно «привязывает», как бы прикрепляет к носителю оберега здоровье и благополучие. Подобными же наузами привязывали к новорождённым младенцам «дары счастья».
В древности повязка-науз могла означать также прохождение инициации подростками и их новый социальный статус.
«Наузом» называли также конское украшение — одну или несколько кистей, повешенных на шнуре (или цепочке) под шею лошади. Делали из шёлка, прядёного серебра и золота с «ворворками» — шёлковыми, золотыми, жемчужными. В старину в этих наузах хранили обереги.